# 刘红宇
刘红宇（1963年—），汉族，中华人民共和国政治人物、第十一届全国政协委员。

## 生平
担任北京市金诚同达律师事务所高级合伙人。2008年，当选第十一届全国政协委员，代表中华全国妇女联合会，分入第二十组。并担任社会和法制委员会专委。2018年1月，当选第十三届全国政协委员。